# فرنتس کیش
فرنتس کیش (مجاری: Ferenc Kiss; ۵ ژانویهٔ ۱۹۴۲ – ۸ سپتامبر ۲۰۱۵) کشتی‌گیر اهل مجارستان بود.